# Laura Fürst
Laura Fürst (nacida el 24 de abril de 1991) es una jugadora alemana de baloncesto en silla de ruedas de 2,0 puntos que juega en la liga de baloncesto en silla de ruedas del RBB de Múnich y en la selección alemana, con la que ganó la plata en el Campeonato Mundial Femenino de Baloncesto en Silla de Ruedas de 2014 en Toronto.

## Biografía
Laura Fürst nació en Múnich el 24 de abril de 1991. El 8 de marzo de 2008, mientras era una estudiante de intercambio de 16 años en la Escuela Secundaria Petoskey en Petoskey, Míchigan, Fürst estaba en una moto de nieve en un sendero cerca del municipio de Pleasantview, Míchigan, cuando perdió el control y se estrelló contra un árbol. Sufrió graves heridas, fue llevada al Hospital Northern Míchigan en Petoskey, y luego al Hospital Infantil C.S. Mott en el Centro Médico de la Universidad de Míchigan en Ann Arbor. Entre sus lesiones había una vértebra rota que le causó parálisis en las piernas, lo que la dejó medio parapléjica.

De regreso a Alemania, Fürst fue a la Berufsgenossenschaftliche Unfallklinik Murnau en Murnau am Staffelsee, donde se introdujo en el baloncesto en silla de ruedas durante la rehabilitación. Rápidamente empezó a jugar en el SV Reha Augsburg y en el RBB Múnich, donde los jugadores jóvenes podían jugar en dos equipos. En 2011, fue jugadora de 2.0 puntos con el equipo alemán en la Copa Mundial Femenina Sub-25 en St. Catharines, Ontario, Canadá. A esto le siguió la derrota de Suecia en la final para ganar el Campeonato Europeo Sub-22 en Stoke Mandeville en Inglaterra en julio de 2012.
Fürst entró en la Universidad de Wisconsin-Whitewater como estudiante de primer año, pasando un año estudiando ingeniería física y jugando al baloncesto en silla de ruedas para la Universidad de Wisconsin-Whitewater Warhawks. Con sus compañeras de equipo, entre las que se encontraban las paralímpicas Mareike Adermann, Mariska Beijer, Desiree Miller y Becca Murray, Fürst ayudó a ganar el campeonato universitario de los Warhawks contra la Universidad de Alabama, Crimson Tide el 9 de marzo de 2013. También entró en la Lista del Decano del semestre de otoño de 2012 por tener una media de notas de 3,4 o más en un único semestre.
En junio de 2014, Fürst se unió al equipo femenino mayor para el Campeonato Mundial de Baloncesto en Silla de Ruedas de 2014 en Toronto, Canadá. El equipo alemán ganó la plata después de ser derrotado por el de Canadá en la final. El equipo alemán venció a Holanda en el Campeonato Europeo de 2015, para reclamar su décimo título europeo. En los Juegos Paralímpicos de Río de Janeiro 2016, ganó la plata después de perder la final contra los Estados Unidos.

## Logros
- 2012: Oro en el Campeonato Europeo Sub-22 (Stoke Mandeville, Inglaterra).[1]
- 2014: Plata en los Campeonatos Mundiales (Toronto, Canadá).[8][9]
- 2015: Oro en los Campeonatos Europeos (Worcester, Inglaterra).[10]
- 2016: Plata en los Juegos Paralímpicos (Río de Janeiro, Brasil).[11][12]